# Binnenstad (Maastricht)
Binnenstad is sinds 2007 de officiële aanduiding voor de meest centrale buurt in het centrum van de Nederlandse stad Maastricht. Voor die tijd droeg dit deel van de stad de naam City. Het is een van de 44 officiële buurten binnen de gemeente Maastricht en tevens een van de zeven centrumbuurten.

## Ligging
De Binnenstad wordt begrensd door de centrumbuurten Boschstraatkwartier en Statenkwartier in het noorden, het Kommelkwartier in het westen, het Jekerkwartier in het zuiden en door de rivier de Maas in het oosten. Grensstraten zijn, tegen de klok in: Mosae Forum, Markt, Grote Gracht, Oude Tweebergenpoort, Sint Servaasklooster, Bouillonstraat, Lenculenstraat, Kapoenstraat, Witmakersstraat, Cortenstraat, Onze-Lieve-Vrouweplein en Graanmarkt. Deze straten en pleinen behoren in hun geheel tot de buurt Binnenstad, met uitzondering van de aan de 'buitenzijde' van die straten gelegen percelen. Zo behoren het noordelijk gebouw van Mosae Forum en de noordelijke Marktwand (huisnummers 30 t/m 38) tot de buurt Boschstraatkwartier, een deel van de westelijke Marktwand en de noordzijde van de Grote Gracht (even nummers) tot het Statenkwartier, de westzijde van het Sint Servaasklooster tot het Kommelkwartier en de zuidelijke straatwanden vanaf de Lenculenstraat tot aan de Graanmarkt tot het Jekerkwartier. De Wilhelminabrug en de Sint-Servaasbrug verbinden de Binnenstad met het op de oostelijke Maasoever gelegen Wyck.

## Architectuur en bezienswaardigheden

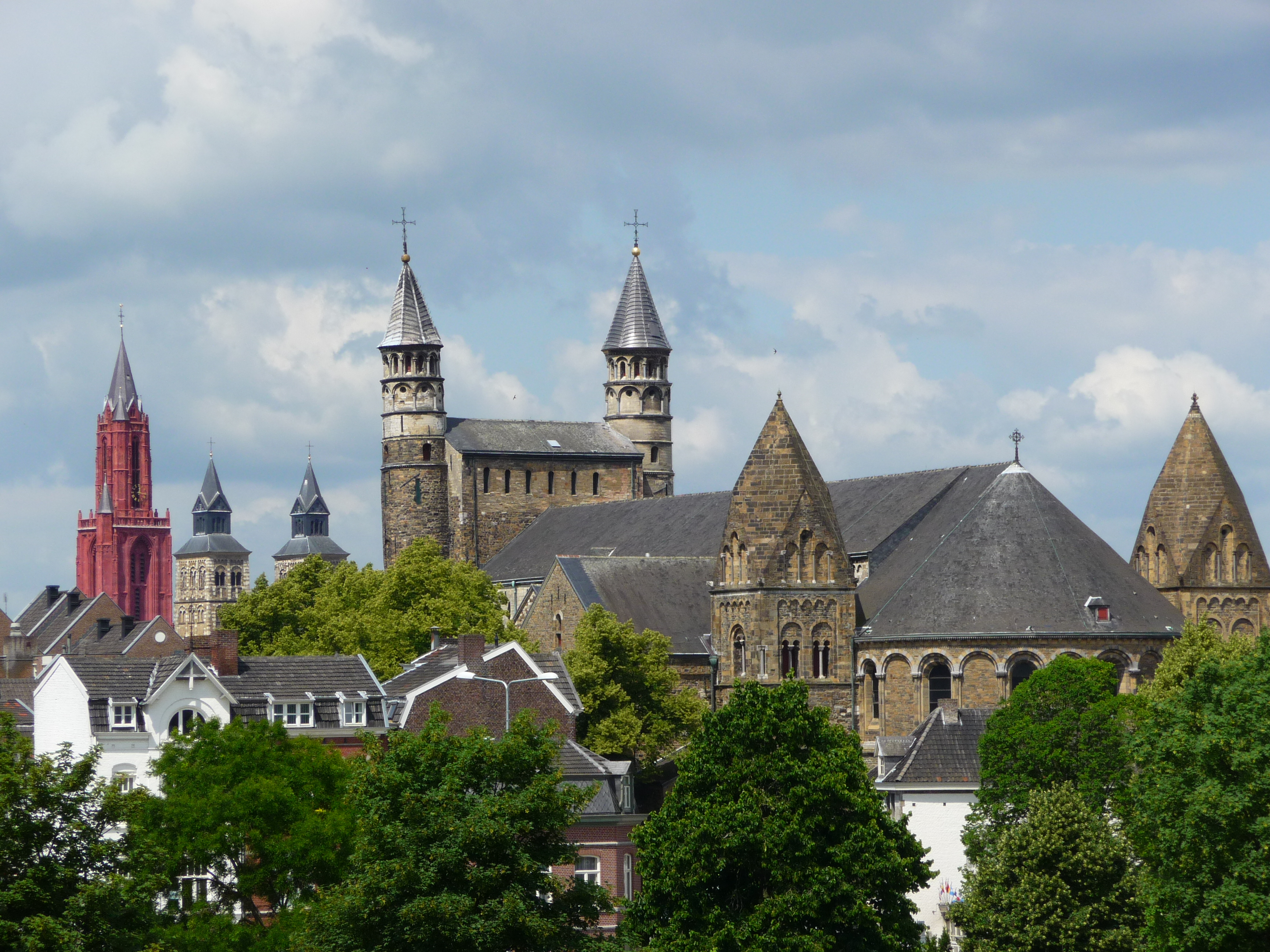
Torens Binnenstad

De gehele Binnenstad valt onder het beschermd stadsgezicht van Maastricht. In deze buurt bevinden zich onder andere twee romaanse kerken, twee gotische en drie barokkerken. Voorbeelden van monumentale ensembles zijn te vinden langs de Maas (met o.a. de Sint Servaasbrug), in het Stokstraatkwartier, rondom het Vrijthof (o.a. de Sint-Servaasbasiliek), het Onze-Lieve-Vrouweplein (o.a. de Basiliek van Onze-Lieve-Vrouw) en op de Markt. Honderden panden in Binnenstad zijn beschermd als rijksmonument. Tot de monumentrijkste straten en pleinen behoren: Markt (62 rijksmonumenten), Grote Gracht (52), Stokstraat (43), Muntstraat (43), Vrijthof (38), Grote Staat (35) en Bredestraat (30). Daarnaast zijn er in dit deel van de stad 256 gemeentelijke monumenten.
In de Binnenstad van Maastricht zijn tevens enkele interessante voorbeelden van moderne architectuur te vinden. Tussen Markt en Maas staat het winkel- en kantorencomplex Mosae Forum van Jo Coenen (2002-2007), in de Kleine Staat de vernieuwde Bijenkorf van Kees Rijnboutt, en in de buurt van het Vrijthof het winkelcentrum Entre Deux van Arno Meijs en het woningbouwcomplex Kanunnikencour van Charles Vandenhove.
De Museumkelder Derlon, de schatkamers van de Sint-Servaasbasiliek en de Onze-Lieve-Vrouwebasiliek, de stijlkamers in het stadhuis van Maastricht en het Museum aan het Vrijthof, en het Drukkunstmuseum bieden inzicht in de lange historie van de stad.

## Voorzieningen

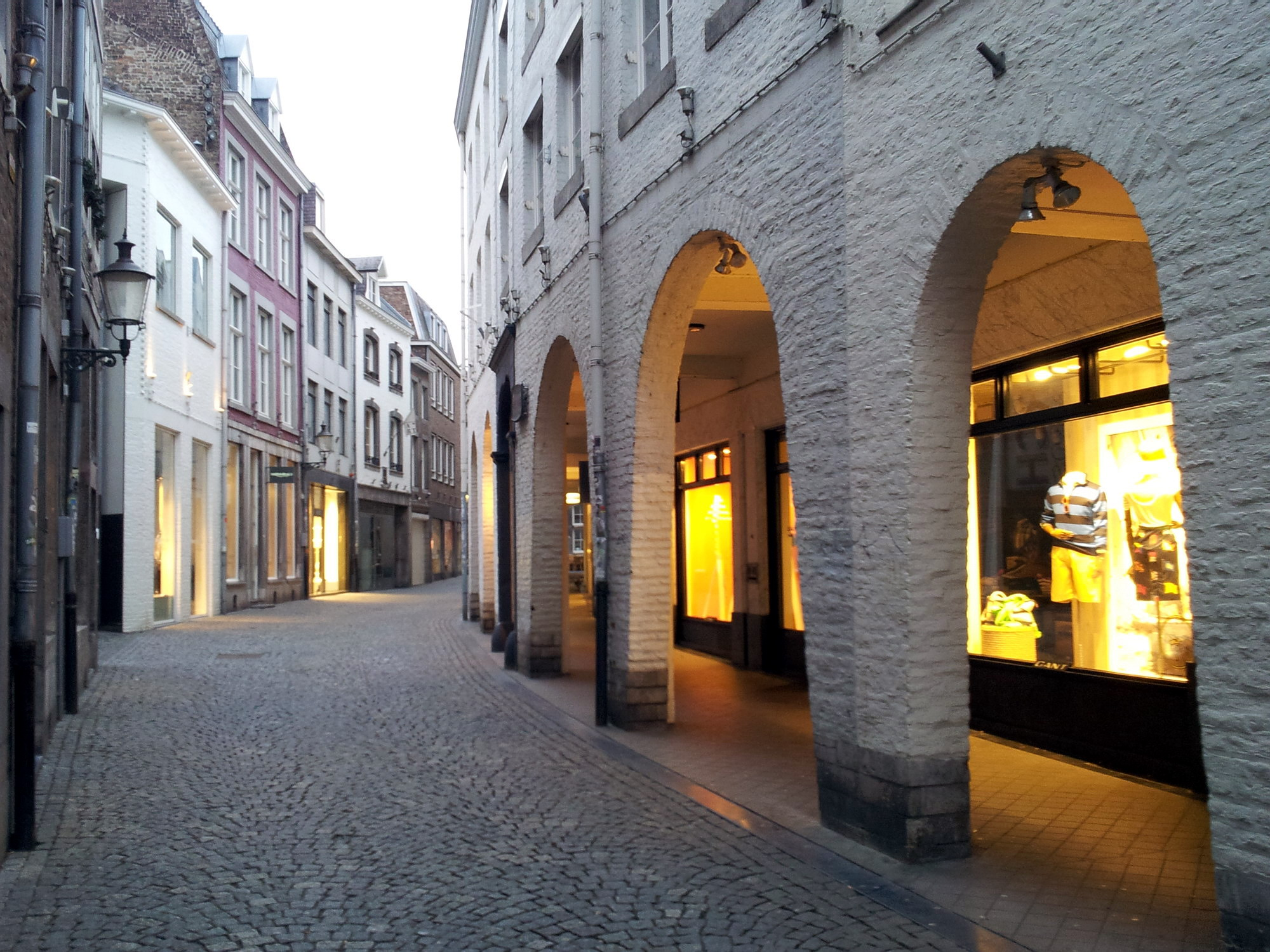
Luxe winkels in de Maastrichter Smedenstraat

De buurt kent als regionaal verzorgingscentrum een groot aantal voorzieningen. In het noordelijk deel van de buurt, aan de Markt, ligt het stadhuis met bijbehorende stadskantoren. In het zuidelijk deel, bij het Onze-Lieve-Vrouweplein zijn een aantal internationale instituten gevestigd, o.a. het European Institute of Public Administration en het European Orientation Centre. Vlak bij het Vrijthof is de juridische faculteit van de Universiteit Maastricht gevestigd in het voormalige gouvernementsgebouw. Ook elders in de Binnenstad bevinden zich kantoren van overheidsdiensten en bedrijven.
Het belangrijkste deel van het kernwinkelcentrum van Maastricht ligt in deze buurt (een ander deel ligt op de rechter Maasoever, in Wyck). De Grote Staat, de Kleine Staat, de Maastrichter Brugstraat, de Muntstraat en de Wolfstraat zijn bekende winkelstraten met voornamelijk landelijke winkelketens. In de kleinere zijstraten bevinden zich meer lokale winkels. Begin 21e eeuw zijn twee nieuwe overdekte winkelcentra aan het bestaande areaal toegevoegd: Mosae Forum en Entre Deux. In de zuidelijke Binnenstad (Stokstraat, Maastrichter Smedenstraat en Bredestraat) hebben zich voornamelijk luxe winkels gevestigd.
In de Binnenstad bevinden zich talloze horecavoorzieningen, vooral in de uitgaanscentra Markt, Onze-Lieve-Vrouweplein, Sint Amorsplein-Platielstraat en Vrijthof. Aan het laatstgenoemde plein bevindt zich het Theater aan het Vrijthof.
Diverse stadsbuslijnen van Arriva stoppen op de Markt, het Vrijthof en de Maasboulevard (halte Mosae Forum). De bussen verbinden de Binnenstad met het in Wyck gelegen station Maastricht en de buitenwijken. Een aantal Belgische regionale buslijnen loopt eveneens via de Maastrichtse Binnenstad. Er bestaan plannen voor een sneltramverbinding tussen Maastricht en het Belgische Hasselt. Een van de mogelijke tracés van deze nieuwe tramlijn, die in 2016 operationeel had moeten zijn, liep via de Markt; de meest waarschijnlijke variant anno 2018 loopt via de Maasboulevard.

## Economisch belang

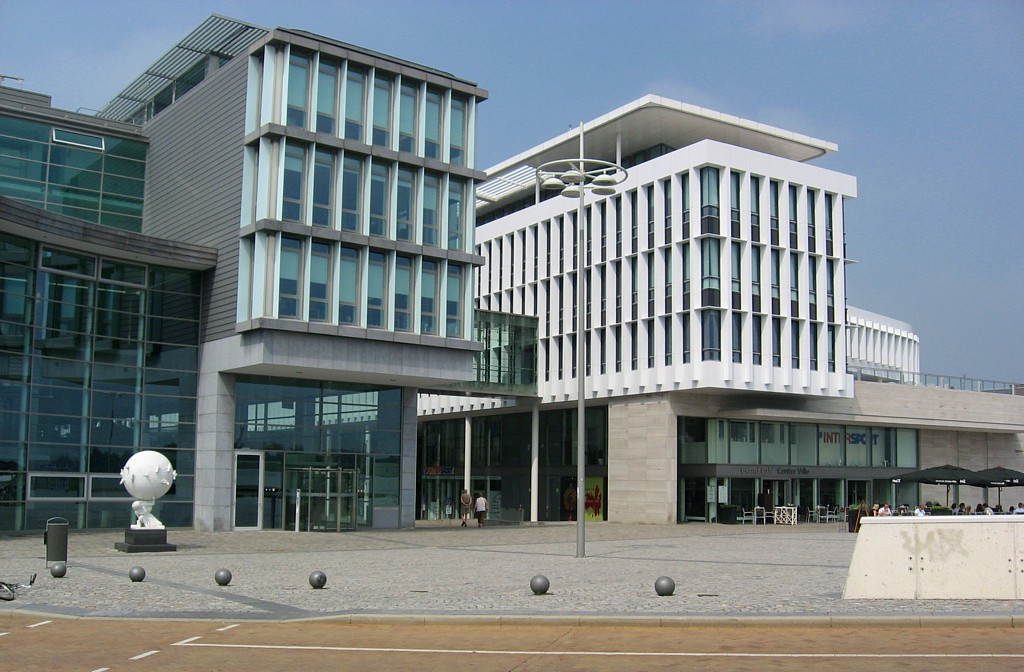
Mosae Forum, winkelen en stadskantoren

De Binnenstad van Maastricht is, vanwege het grote aantal bezienswaardigheden en het aantrekkelijke winkelcentrum, van groot toeristisch belang. De buurt trekt honderdduizenden bezoekers per jaar, die veel geld uitgeven in hotels, cafés, restaurants, winkels, musea en theaters, en aan parkeergeld, zowel in de Binnenstad, als in andere delen van de stad. De twee weekmarkten en een groot aantal evenementen (onder andere Magisch Maastricht, het Maastrichts carnaval, het Preuvenemint en de Vrijthof-concerten van André Rieu) versterken de positie van de Binnenstad als economische motor van Maastricht.
De gemeente Maastricht (met kantoren in Mosae Forum) is een belangrijke werkgever. De meeste universiteitsgebouwen liggen in de centrumbuurten grenzend aan de Binnenstad (Jekerkwartier, Kommelkwartier, Statenkwartier); alleen de juridische faculteit is in de Binnenstad zelf gevestigd. In de Binnenstad zijn verder talloze middelgrote en kleinere ondernemingen gevestigd, die aan duizenden mensen werk bieden.
De ontwikkeling van de Binnenstad als het economische hart van Maastricht heeft gevolgen gehad voor het leefklimaat in het gebied. Initiatieven als het project Wonen Boven Winkels, waarbij leegstaande etages van winkelpanden worden verbouwd tot appartementen, en het gemeentelijk beleid inzake het evenementenaanbod in de stad, zijn onder meer gericht op het verbeteren van de leefbaarheid in de Binnenstad.

## Fotogalerij

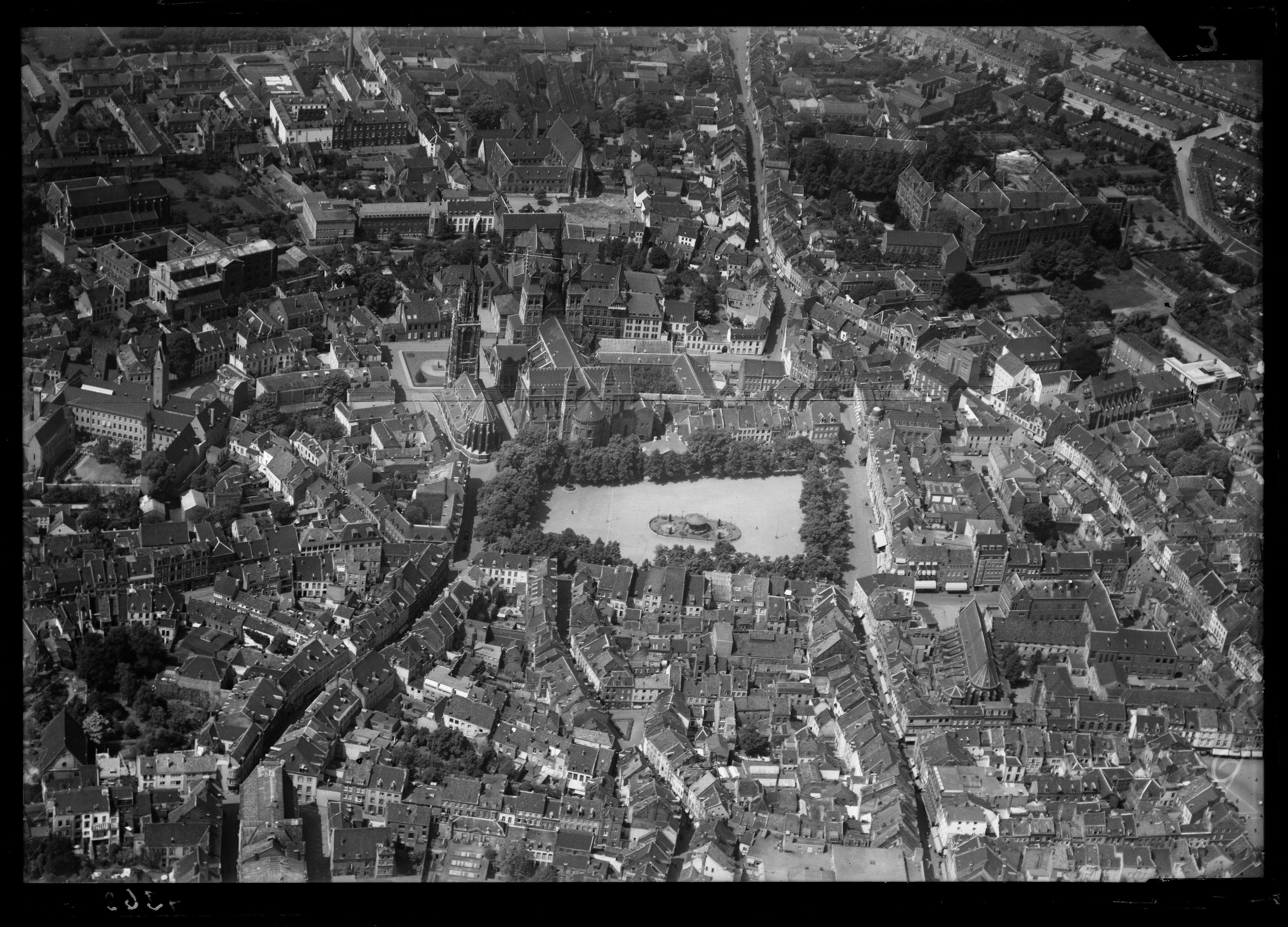
Luchtfoto opname: 1920-1940
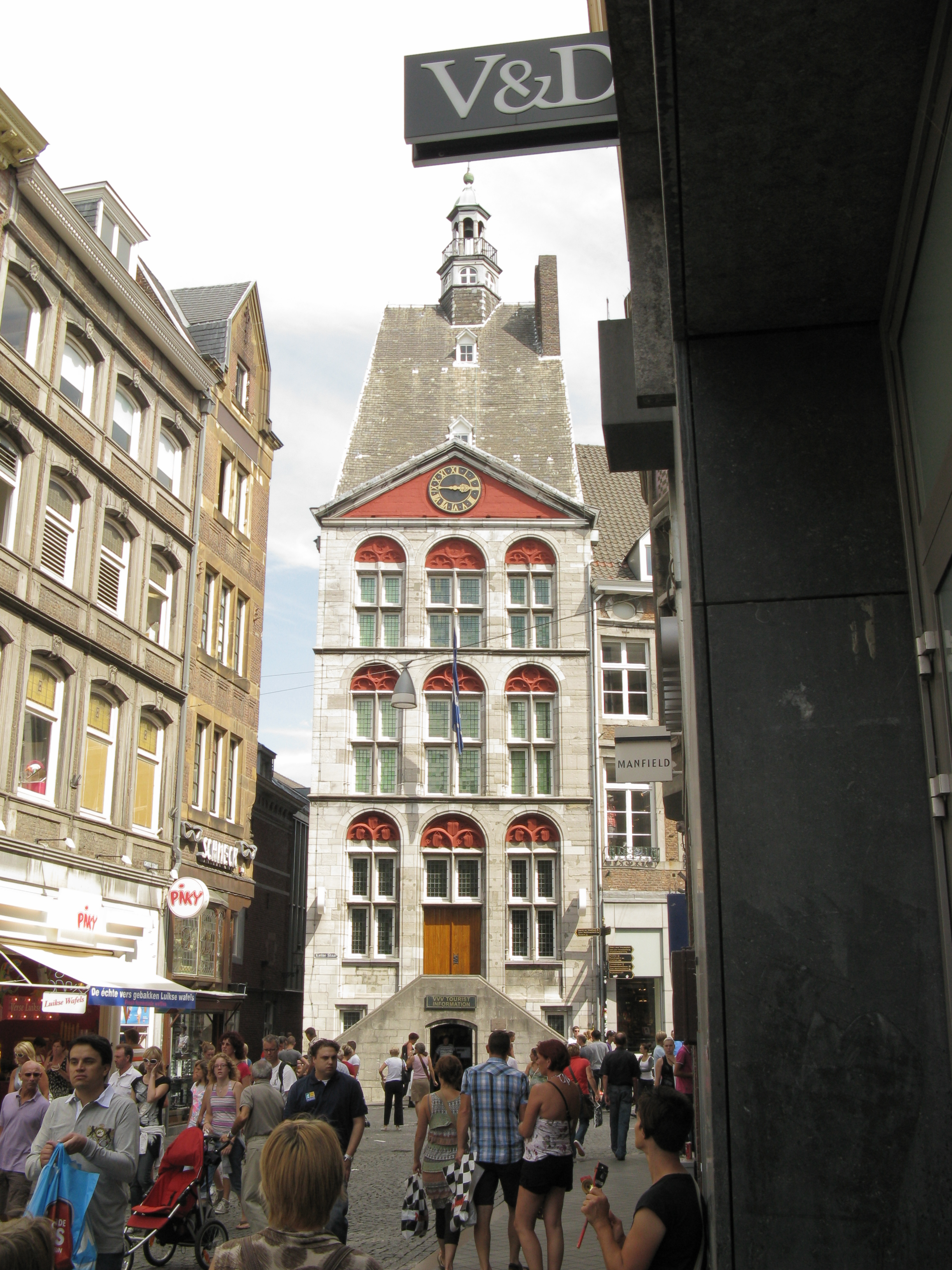
Grote Staat, Dinghuis
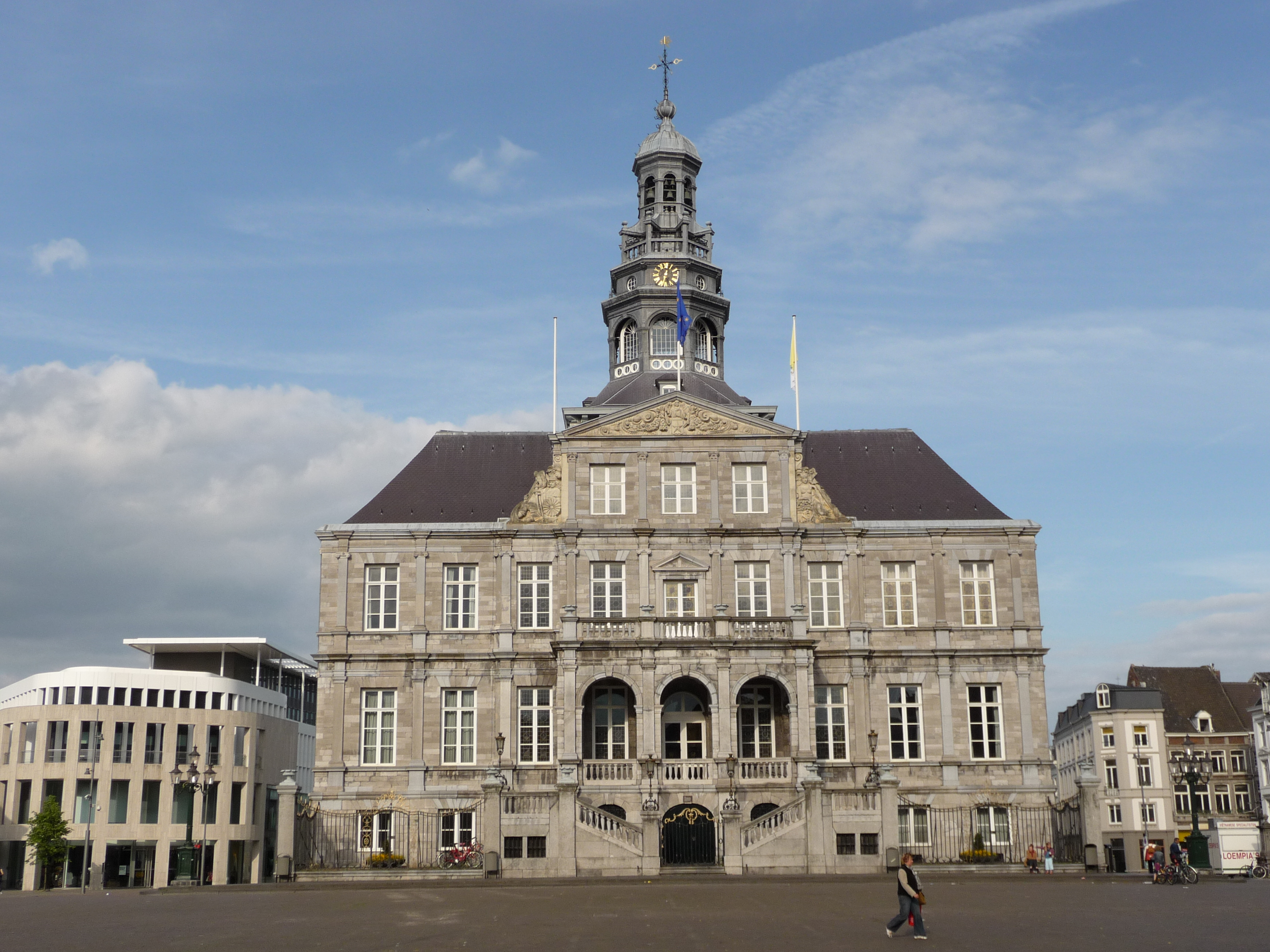
Markt, Stadhuis
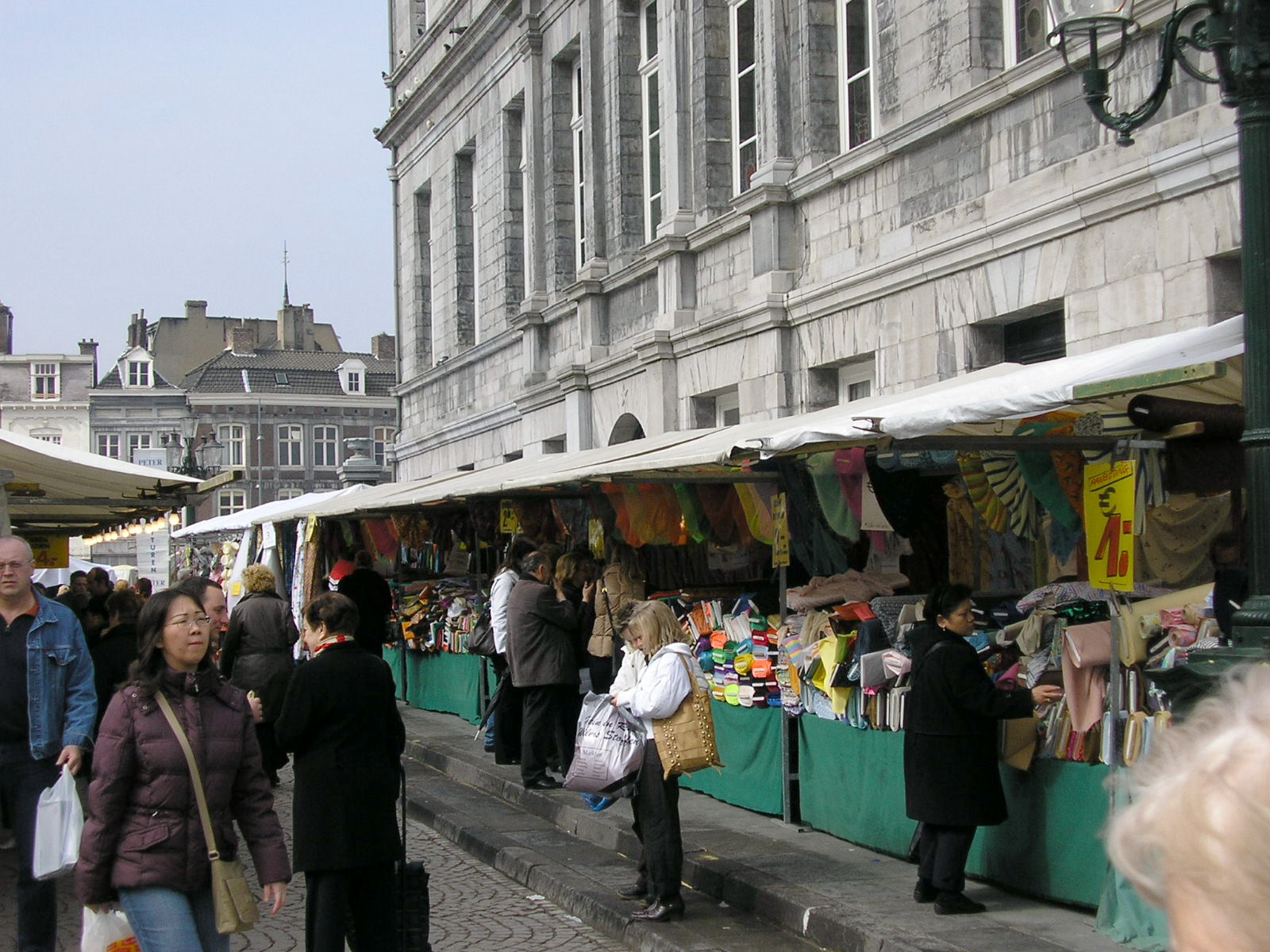
Vrijdagmarkt
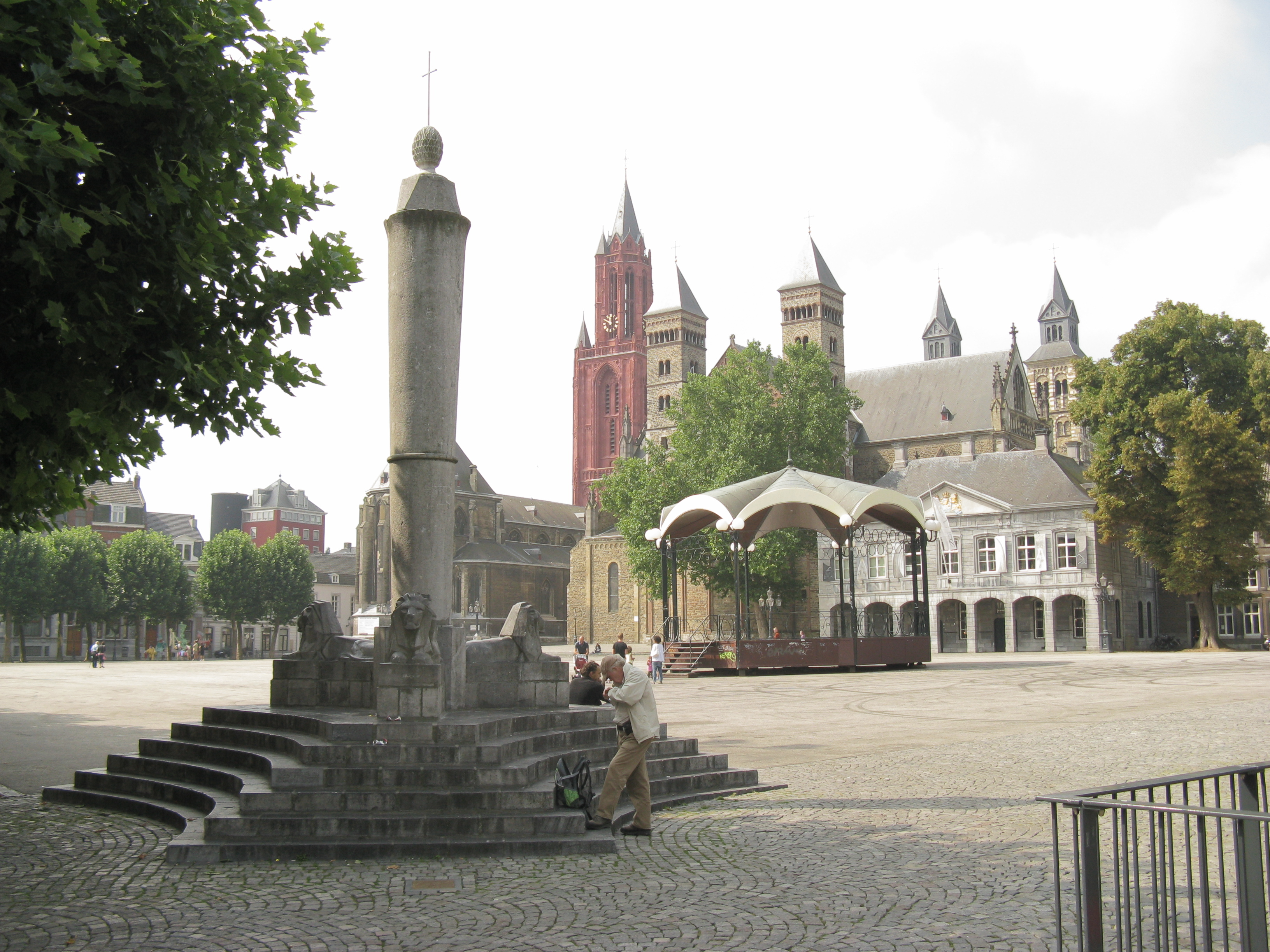
Vrijthof, perroen
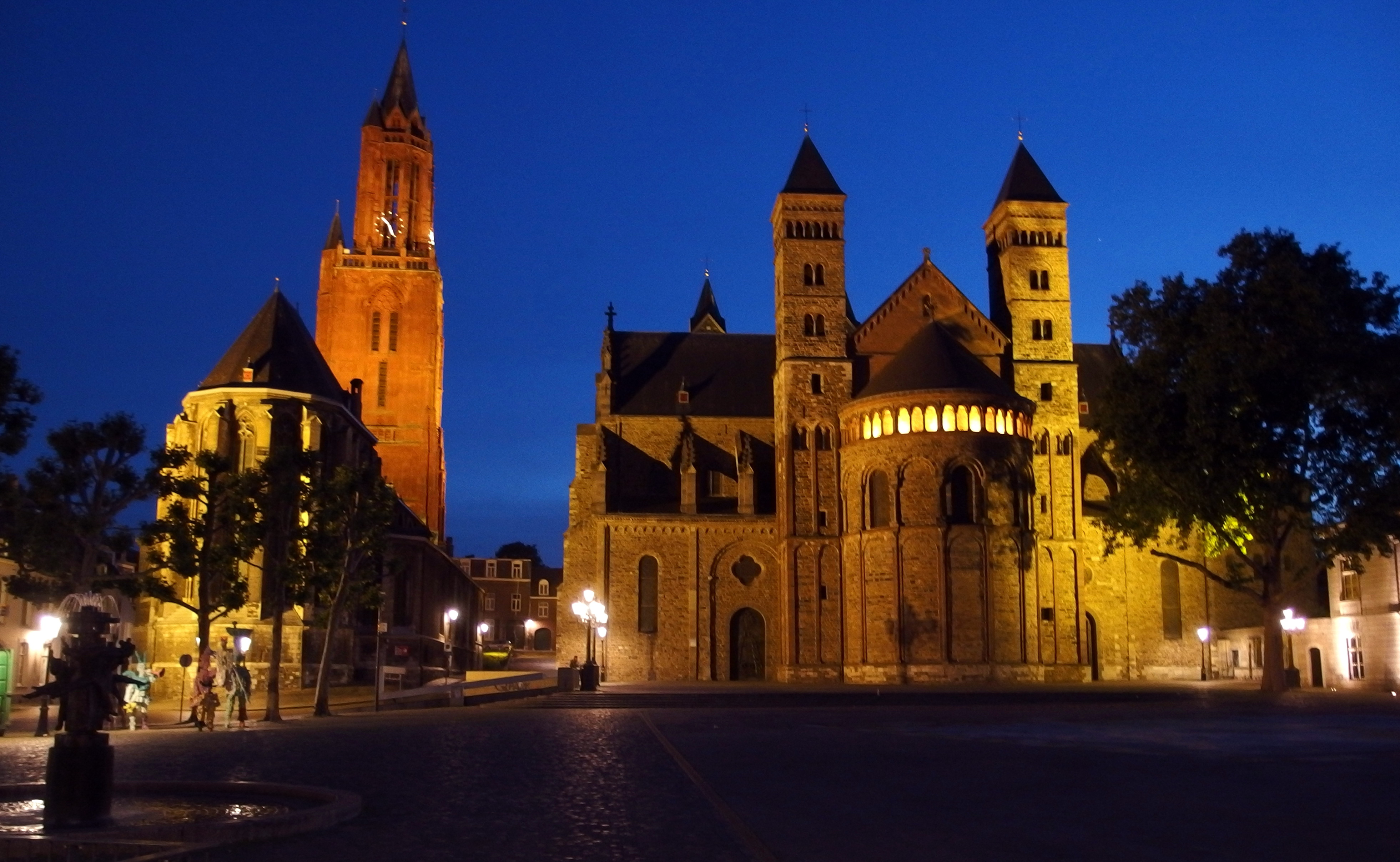
Sint-Janskerk en Sint-Servaasbasiliek
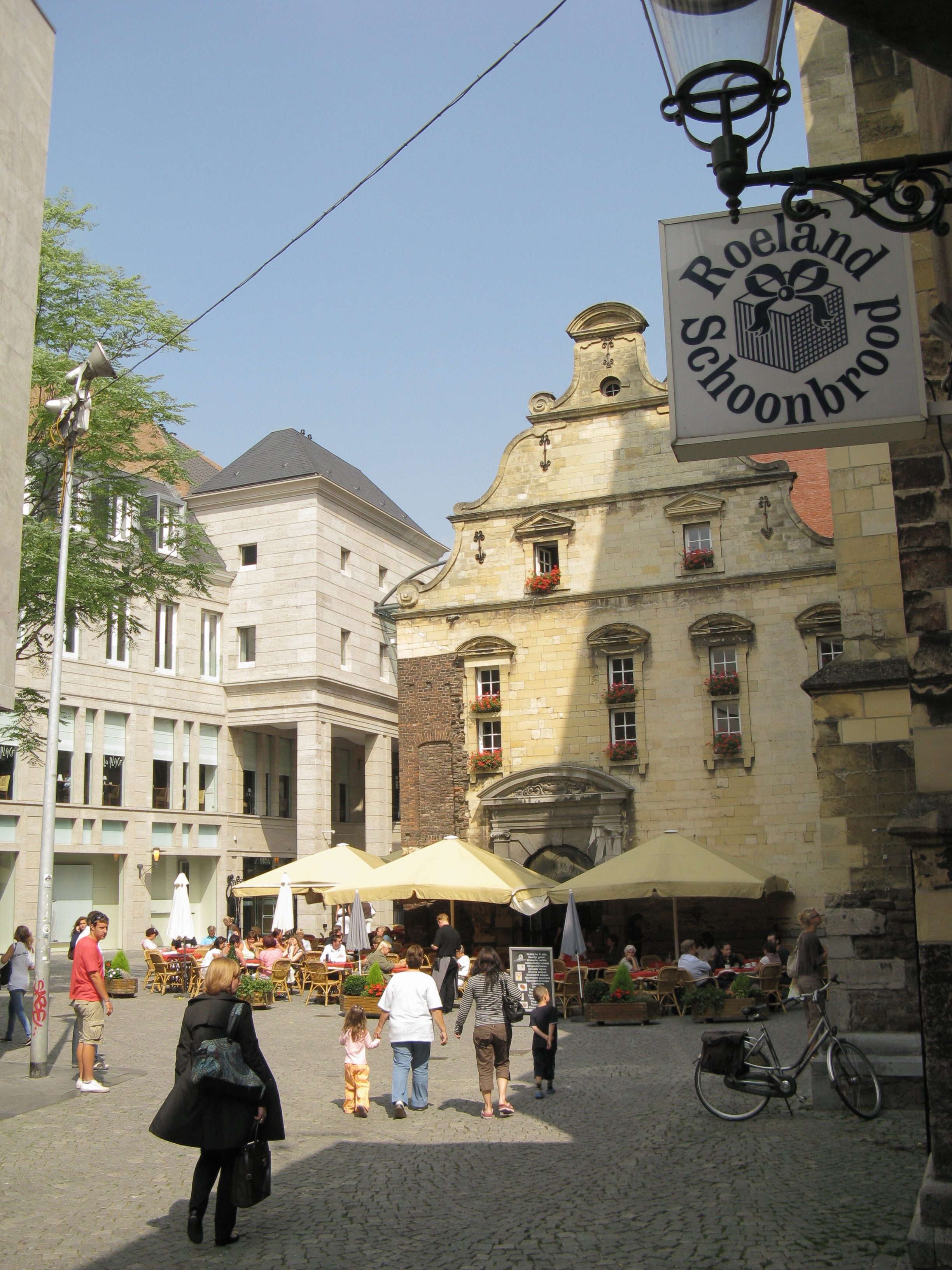
Dominicanerkerkplein
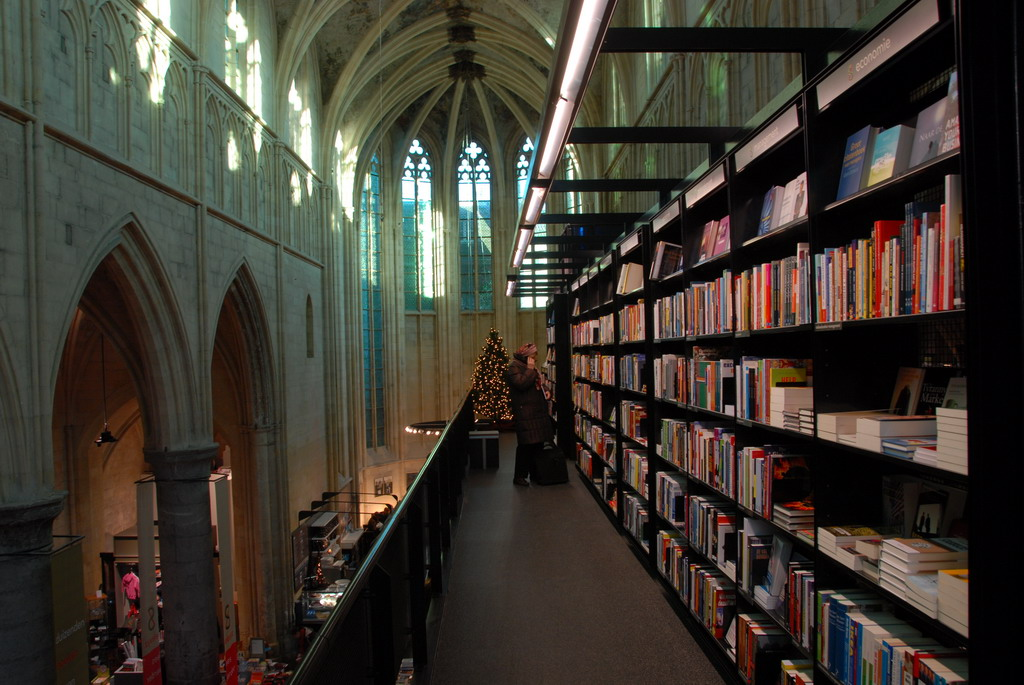
Interieur Dominicanenkerk
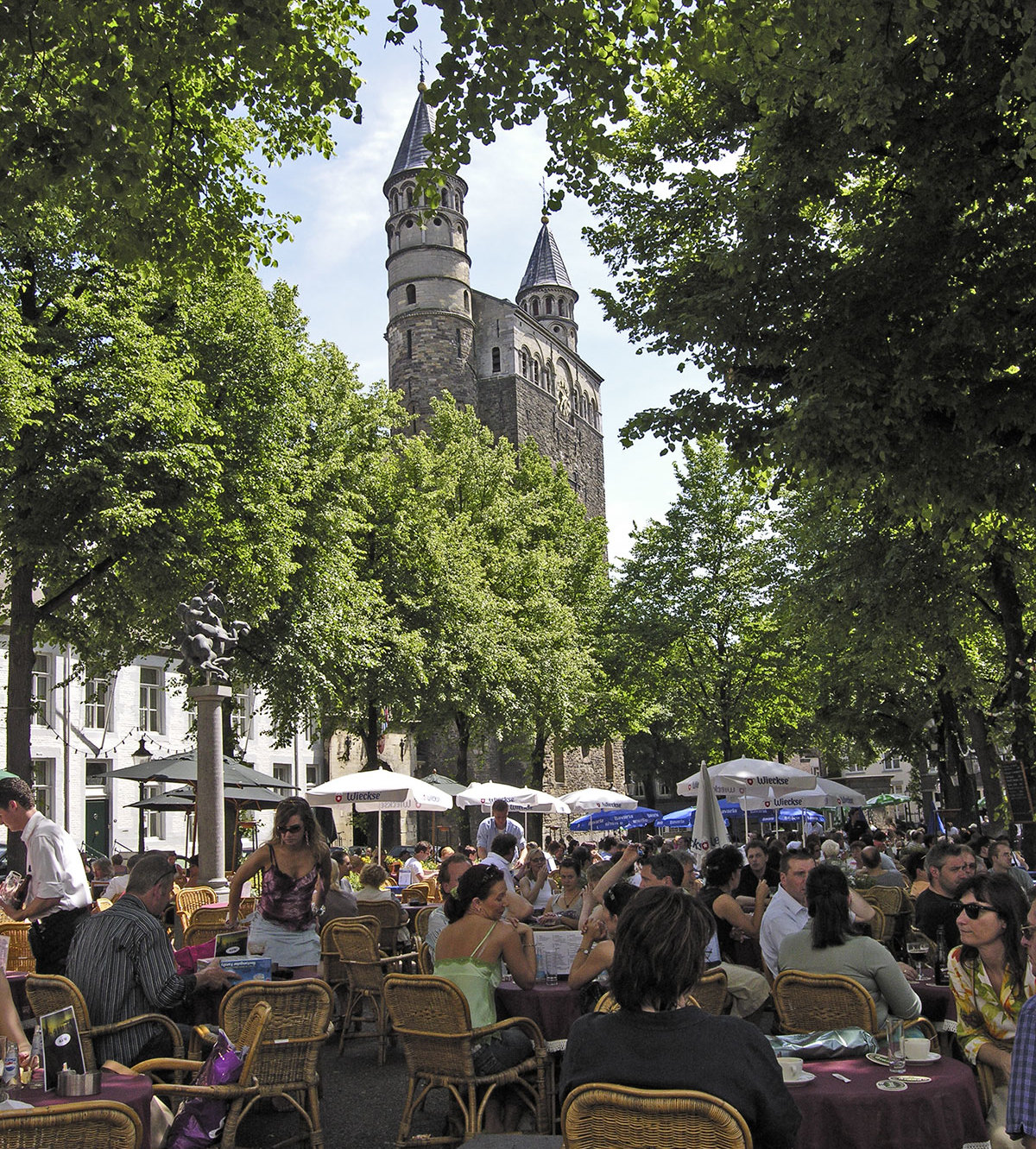
Onze-Lieve-Vrouweplein
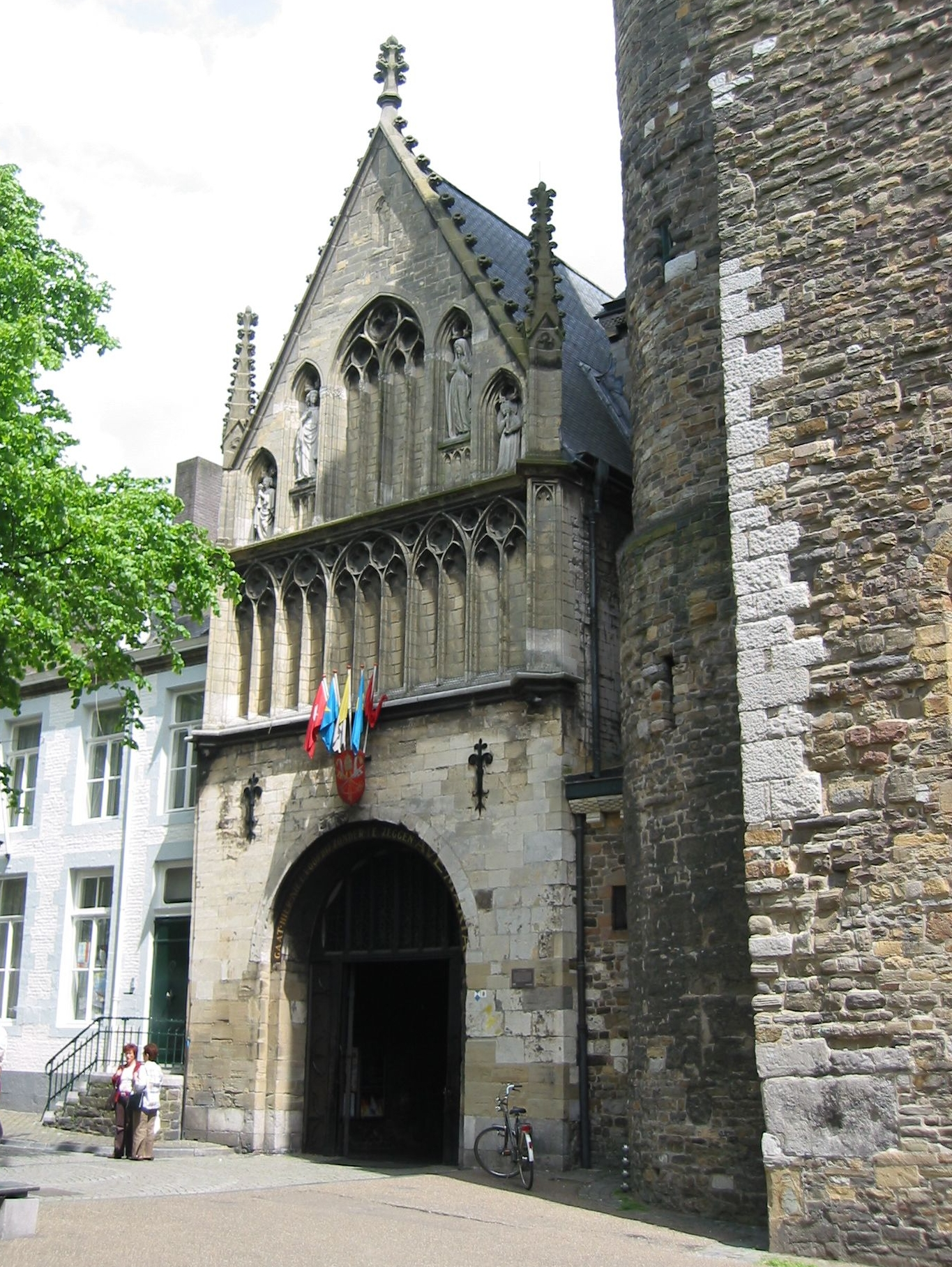
Kapel Sterre der Zee